# Lord-tagok listája
A Lord hard rock-együttest 1972-ben alapította Vida Ferenc, Papp László, Sipőcz Ernő és Sütő István Szombathelyen.
A zenekarban 23 tag fordult meg az alapítás óta. A legsűrűbb tagcsere a 90'-es években volt jellemző a zenekarra. 2000-ben állt újra össze az a formáció, amely 1989-90-ben komolyabb sikereket ért el három megjelent nagylemezzel. Azóta  négy tagcsere volt, egy a basszusgitáros, egy a dobos, kettő pedig a billentyűs poszton napjainkig.

## Eredeti tagok
- Vida Ferenc: basszusgitár, zenekarvezető (1972–1992, 2000–2005) († 2017)
- Sipőcz Ernő: ének, gitár (1972–1981), (2005-14 között állandó vendég) († 2016)
- Papp László: billentyűs hangszerek (1972–1974)
- Sütő István: dobok (1972–1974)

## Jelenlegi tagok
- Pohl Mihály: ének (1981–napjainkig)
- Erős Attila: gitár (1976, 1979 –1992, 2000–napjainkig)
- Apró Károly: basszusgitár (2005–napjainkig)
- Horváth Zsolt: billentyűs hangszerek (2021–napjainkig)
- Világi Zoltán - dobok (2015, 2021–napjainkig)

## További tagok
- Baán Imre: gitár (1992–1999)
- Bujtás Ervin: basszusgitár (1993–1996)
- Gidófalvy Attila: billentyűs hangszerek (1987–1990, 2000–2017)
- Harangozó Gyula: basszusgitár (1992–1993)
- Hollósi László: dobok (1984–1989)
- Keszei Tamás: billentyűs hangszerek (1992–1999)
- Koós László: basszusgitár (1996)
- Mészáros Gábor: billentyűs hangszerek (1984–1987)
- Nádas Károly: dobok (1974–1984) († 2010)
- Németh Zoltán: billentyűs hangszerek (1990–1992)
- Paksi János: dobok (1990–1999)
- Szántai Gyula: gitár (1974–1979)
- Török József: billentyűs hangszerek (1979–1984), (2006-2014 között állandó vendég, és Gidófalvy Attila helyettese)
- Weinelt Gábor: basszusgitár (1997–1999)
- Beke Márk: billentyűs hangszerek (2015–2021)
- Gyurik Lajos: dobok (1989–1990, 2000–2021)

### Helyettesítő zenészek
- Jankai Béla: billentyűs hangszerek (2005) - Gidófalvy Attila helyettese a Karthagoval való ütközés esetén
- Világi Zoltán - dobok (2015 november-december, Gyurik Lajos helyettese, 2021-től állandó tag.)
- Kiss Zoltán - ének (Pohl Mihály helyett 2025 júliusa és augusztusa között)